# San Marcelo
San Marcelo è un comune (corregimiento) della Repubblica di Panama situato nel distretto di Cañazas, provincia di Veraguas. Si estende su una superficie di 78,6 km² e conta una popolazione di 1.476 abitanti (censimento 2010).